# Делійська битва
Делійська битва — битва, що відбулася між силами маратхів з родини Сіндхія під командуванням французького генерала Луї Буркена та силами Британської Ост-Індійської компанії під командуванням генерала Джерарда Лейка. В ході битви британцям вдалося виманити маратхів з укріплених позицій та заманити у засідку. Із перемогою британці збільшили свою владу в Індії.